# Josh Nelson
Josh Nelson is een Amerikaanse jazzpianist en -componist.
Nelson speelde vanaf het eind van de jaren 90 in de Californische jazzscene. Toen hij 19 was kwam hij met zijn onafhankelijk geproduceerde album, First Stories. De plaat werd in 2004 gevolgd door Anticipation, een album met eigen composities. In 2007 tekende Nelson bij het jazzlabel Native Language Music, dat zijn derde album uitbracht, Let It Go, een plaat met Seamus Blake, Sara Gazarek en Anthony Wilson. Zijn vierde, I Hear a Rhapsody, kwam in 2009 uit, met o.m. bewerkingen van rocknummers. In 2011 volgde Discoveries, geïnspireerd door de werken van onder meer Jules Verne, H.G. Wells en Nikola Tesla.
Nelson heeft samengewerkt met onder meer Jeff Hamilton, Peter Erskine en Sara Gazarek (waarvoor hij nummers schreef en voor wie hij muzikaal leider was). Hij toerde met Natalie Cole. Een van Gazareks albums, waaraan Nelson meewerkte, haal de top 10 van de Billboard's Top Jazz Albums-lijst.
Volgens jazzcriticus Chuck Berg is Nelson "een briljante jonge speler wiens spel herinneringen oproept aan Oscar Peterson en Gene Harris". Ook journalist en criticus Josef Woodard schreef positief over hem.

## Discografie
- First Stories (1998)
- Anticipation (2004)
- Let It Go (2007)
- Friends...Forever (2007) met Ludvig Girdland
- I Hear a Rhapsody (2009)
- Discoveries (2011)
- Exploring Mars (2015)
- Dream in the Blue (2016) met Sara Gazarek